# Nekrolog 1. Quartal 1963
Nekrolog
◄◄
| ◄
| 1959
| 1960
| 1961
| 1962
| 1963 | 1964 | 1965 | 1966 | 1967 | ► | ►►
1. Quartal |
2. Quartal |
3. Quartal |
4. Quartal 1963
Weitere Ereignisse | Allgemeiner Nekrolog 1963
Die Beschreibung der verstorbenen Person sollte so kurz wie möglich gehalten sein und nur deren signifikante Tätigkeit(en) enthalten.
Neue Namen ggf. auch unter dem Geburts- und Sterbedatum, also etwa unter 1. Januar und im Geburts- und Sterbejahr (2024) eintragen (nur bei entsprechender großer Wichtigkeit). Für Beispiele siehe die schon vorhandenen Artikel.
Außerdem über die fünf zuletzt Verstorbenen, zu denen es einen ausreichend guten Artikel für eine Präsentation auf der Hauptseite gibt, nach der todesbedingten Überarbeitung der Artikel ggf. auch unter Wikipedia Diskussion:Hauptseite informieren und sie am besten auch in den anderen Wikipedia-Sprachversionen eintragen. Tipp: Regelmäßig bei news.google.de nach „ist tot“, „gestorben“ oder „verstorben“ suchen.
Wenn eine Person gestorben ist, gibt es viele Seiten zu dieser Person in der Wikipedia, die davon auch betroffen sind und entsprechend aktualisiert werden müssen. Beispiele: Namenübersichtsseite, Geburtsjahr, Geburtsort-Seiten und viele mehr.
Wie finde ich die betroffenen Seiten?
Im Suchfeld auf der linken Seite gibt man den Suchbegriff so ein: „Vorname Nachname“. Dann klickt man auf Volltext und alle Seiten mit entsprechendem Suchtext werden aufgerufen. Hier sieht man dann schnell, wo auch das Todesjahr Sinn macht oder sogar ein Teil des Artikels angepasst werden muss. Auch hilft das „Werkzeug“ auf der linken Seite sehr gut, um solche Seiten aufzufinden: „Links auf diese Seite“. Somit ist die Wikipedia wieder aktuell in allen Bereichen! Hinweis: bei Eintragung der Kategorie „Gestorben JAHR“ wird der Missbrauchsfilter 49 ausgelöst, was jedoch nicht schlimm ist. Siehe: Spezial:Missbrauchsfilter/49
Dies ist eine Liste von im ersten Quartal 1963 verstorbenen bekannten Persönlichkeiten. Die Einträge erfolgen innerhalb der einzelnen Daten alphabetisch sortiert. Tiere sind im Nekrolog für Tiere zu finden.

## Januar
| Tag        | Name                                 | Beruf, bekannt als                                                                                           | Alter | Beleg |
| ---------- | ------------------------------------ | --- | ----- | ----- |
| 1. Januar  | Mathilde Einzig                      | deutsche Schauspielerin                                                                                      | 76    |       |
| 1. Januar  | Robert S. Kerr                       | US-amerikanischer Politiker                                                                                  | 66    |       |
| 1. Januar  | Richard Lange                        | deutscher Politiker (KPD), MdL Sachsen                                                                       | 75    |       |
| 1. Januar  | Paul Müller                          | deutscher Politiker (NSDAP), MdR und Tiermediziner                                                           | 70    |       |
| 1. Januar  | Albert Polnariow                     | russischer Violinist, Komponist, Dirigent, Kapellmeister und Lehrer                                          | 82    |       |
| 1. Januar  | Hans Räwel                           | deutsches Todesopfer der Berliner Mauer                                                                      | 21    |       |
| 1. Januar  | Ernst Sindlinger                     | deutscher Verwaltungsbeamter und Politiker, MdL                                                              | 79    |       |
| 1. Januar  | Carl Heinz Wienert                   | deutscher Maler und Hochschullehrer                                                                          | 39    |       |
| 1. Januar  | Ivan Zemljak                         | jugoslawischer Architekt                                                                                     | 69    |       |
| 2. Januar  | Fernando Altimani                    | italienischer Geher                                                                                          | 69    |       |
| 2. Januar  | Jack Carson                          | kanadisch-amerikanischer Schauspieler                                                                        | 52    |       |
| 2. Januar  | Dick Powell                          | US-amerikanischer Schauspieler                                                                               | 58    |       |
| 2. Januar  | Karl Sitzmann                        | deutscher Kunsthistoriker                                                                                    | 79    |       |
| 3. Januar  | Oskar Back                           | niederländischer Violinist und Violinpädagoge ungarischer Familienherkunft                                   | 83    |       |
| 3. Januar  | Friedrich Cammerer                   | deutscher Verwaltungsjurist                                                                                  | 80    |       |
| 3. Januar  | John Casimir                         | US-amerikanischer Jazz-Klarinettist und Bandleader                                                           | 64    |       |
| 3. Januar  | Hans Albert Dietrich                 | deutscher Gynäkologe und Hochschullehrer                                                                     | 76    |       |
| 3. Januar  | Ishihara Shinobu                     | japanischer Augenheilkundler                                                                                 | 83    |       |
| 3. Januar  | Ulrich Kleemann                      | deutscher Offizier, zuletzt General der Panzertruppe im Zweiten Weltkrieg                                    | 70    |       |
| 3. Januar  | José Caeiro da Mata                  | portugiesischer Jurist, Diplomat und Politiker                                                               | 85    |       |
| 3. Januar  | René Morax                           | Schweizer Dramatiker, Inszenator und Theaterleiter                                                           | 89    |       |
| 3. Januar  | Diether von Sallwitz                 | deutscher Schauspieler und Nachrichtensprecher                                                               | 40    |       |
| 4. Januar  | Vladimir Orlando Key                 | US-amerikanischer Politikwissenschaftler und Hochschullehrer                                                 | 54    |       |
| 4. Januar  | Fridolin von Senger und Etterlin     | deutscher General der Panzertruppe im Zweiten Weltkrieg                                                      | 71    |       |
| 5. Januar  | José Albuquerque                     | portugiesischer Radrennfahrer                                                                                | 46    |       |
| 5. Januar  | Karl Grunder                         | Schweizer Mundart-Schriftsteller                                                                             | 82    |       |
| 5. Januar  | Hermann Heimerich                    | Politiker | 77    |       |
| 5. Januar  | Rogers Hornsby                       | US-amerikanischer Baseballspieler und -trainer                                                               | 66    |       |
| 5. Januar  | Theodor Klaehn                       | deutscher Pädagoge und nationalsozialistischer Funktionär                                                    | 79    |       |
| 5. Januar  | Adolf Weber                          | deutscher Nationalökonom und Hochschullehrer                                                                 | 86    |       |
| 5. Januar  | Wilhelm Wilke                        | deutscher Konteradmiral der Reichsmarine                                                                     | 84    |       |
| 5. Januar  | Heinrich Windelschmidt               | deutscher Maler und Kirchenexpressionist                                                                     | 78    |       |
| 6. Januar  | Lina Abarbanell                      | deutsche Opernsängerin (Sopran) und Theaterschauspielerin                                                    | 84    |       |
| 6. Januar  | Weaver W. Adams                      | US-amerikanischer Schachspieler und -autor                                                                   | 61    |       |
| 6. Januar  | Lourens Gerhard Marinus Baas Becking | niederländischer Botaniker und Mikrobiologe                                                                  | 68    |       |
| 6. Januar  | Edwin Grüninger                      | badischer Verwaltungsjurist                                                                                  | 80    |       |
| 6. Januar  | Wolfgang Martini                     | deutscher Offizier, zuletzt General der Nachrichtentruppe                                                    | 71    |       |
| 6. Januar  | Philipp Meyer                        | deutscher lutherischer Theologe und Kirchenhistoriker                                                        | 79    |       |
| 6. Januar  | Heinrich Mühl                        | deutscher Zahnarzt und Politiker (GB/BHE), MdL                                                               | 61    |       |
| 6. Januar  | Ezio Roselli                         | italienischer Turner                                                                                         | 66    |       |
| 6. Januar  | Ignaz Schönbrunner der Jüngere       | österreichischer Maler                                                                                       | 91    |       |
| 6. Januar  | Frank Tuttle                         | US-amerikanischer Filmregisseur                                                                              | 70    |       |
| 7. Januar  | Gilla Vincenzo Gremigni              | italienischer Geistlicher, Bischof von Novara                                                                | 71    |       |
| 7. Januar  | Erik Lundqvist                       | schwedischer Leichtathlet                                                                                    | 54    |       |
| 7. Januar  | Hans Manteuffel                      | deutscher Architekt                                                                                          | 83    |       |
| 7. Januar  | Johann Osterloh                      | deutscher Lehrer und Politiker (SPD)                                                                         | 74    |       |
| 7. Januar  | Gustave Preiss                       | schweizerischer Kameramann                                                                                   | 81    |       |
| 7. Januar  | Peter Rudigier                       | österreichischer Politiker (LB), Abgeordneter zum Vorarlberger Landtag                                       | 80    |       |
| 8. Januar  | Nicolás C. Accame                    | argentinischer Botschafter                                                                                   | 82    |       |
| 8. Januar  | Paul De Backer                       | belgischer Schwimmer                                                                                         | 68    |       |
| 8. Januar  | Dietz Edzard                         | deutsch-französischer Maler                                                                                  | 69    |       |
| 8. Januar  | Otto Fleischmann                     | österreichisch-US-amerikanischer Psychoanalytiker                                                            | 66    |       |
| 8. Januar  | Sigrid Fridman                       | schwedische Bildhauerin                                                                                      | 83    |       |
| 8. Januar  | Ernst Lichtblau                      | österreichischer Architekt                                                                                   | 79    |       |
| 8. Januar  | Boris Morros                         | russisch-amerikanischer Filmproduzent, Filmkomponist und musikalischer Leiter                                | 72    |       |
| 8. Januar  | Jack Okey                            | US-amerikanischer Art Director und Szenenbildner                                                             | 73    |       |
| 8. Januar  | Curt Panick                          | deutscher Mediziner                                                                                          |       |       |
| 8. Januar  | Kay Sage                             | US-amerikanische Malerin                                                                                     | 64    |       |
| 9. Januar  | Thomas Jennings Bailey               | US-amerikanischer Jurist                                                                                     | 95    |       |
| 9. Januar  | Samuel Bellah                        | US-amerikanischer Stabhochspringer                                                                           | 75    |       |
| 9. Januar  | Otto Gönnenwein                      | deutscher Jurist, Hochschullehrer und Politiker (FDP/DVP), MdL                                               | 66    |       |
| 9. Januar  | Willy Großmann                       | deutscher Politiker (SPD)                                                                                    | 74    |       |
| 10. Januar | Lotte Bingmann-Droese                | deutsche Malerin                                                                                             | 60    |       |
| 10. Januar | Joe H. Eagle                         | US-amerikanischer Politiker                                                                                  | 92    |       |
| 10. Januar | Rudolf Hübener                       | deutscher Künstler                                                                                           | 64    |       |
| 10. Januar | Franz Planer                         | österreichischer Kameramann                                                                                  | 68    |       |
| 10. Januar | Tadeusz Szeligowski                  | polnischer Komponist                                                                                         | 66    |       |
| 10. Januar | Paul Weber                           | katholischer Priester und Dompropst                                                                          | 81    |       |
| 10. Januar | Rudolf Will                          | deutscher Politiker (FDP), MdB, MdA                                                                          | 69    |       |
| 11. Januar | Dow H. Drukker                       | US-amerikanischer Politiker                                                                                  | 90    |       |
| 11. Januar | Arthur Darby Nock                    | britischer Klassischer Philologe und Religionswissenschaftler                                                | 60    |       |
| 12. Januar | Willi Plappert                       | deutscher Politiker (SPD), MdL                                                                               | 64    |       |
| 12. Januar | Rolf Rudolph                         | deutscher Historiker                                                                                         | 32    |       |
| 13. Januar | Wilhelm Burchard-Motz                | deutscher Rechtsanwalt und Politiker                                                                         | 84    |       |
| 13. Januar | Sonny Clark                          | US-amerikanischer Jazz-Pianist                                                                               | 31    |       |
| 13. Januar | Anton Figl                           | österreichischer Politiker                                                                                   | 67    |       |
| 13. Januar | Ramón Gómez de la Serna              | spanischer Schriftsteller                                                                                    | 74    |       |
| 13. Januar | Antonio Thrasybule Kebreau           | haitianischer Politiker, Präsident von Haiti                                                                 | 53    |       |
| 13. Januar | Adolf Linnebach                      | deutscher Erfinder und Bühnentechniker                                                                       | 86    |       |
| 13. Januar | Sylvanus Olympio                     | togoischer Politiker                                                                                         | 60    |       |
| 13. Januar | Karl Rennkamp                        | deutscher Politiker der CDU                                                                                  | 63    |       |
| 13. Januar | Henry Thomas                         | britischer Boxer                                                                                             | 74    |       |
| 13. Januar | Walter Ehrenreich Tröger             | deutscher Mineraloge, Geologe und Petrograph                                                                 | 61    |       |
| 13. Januar | Johann Wartner                       | deutscher Politiker (BP), MdB                                                                                | 79    |       |
| 14. Januar | Julij Betetto                        | slowenischer Opernsänger                                                                                     | 77    |       |
| 14. Januar | Friedrich Born                       | Schweizer Diplomat                                                                                           | 59    |       |
| 14. Januar | Li Yan                               | chinesischer Mathematikhistoriker                                                                            | 70    |       |
| 14. Januar | Josef Nadler                         | österreichischer Germanist und Literaturhistoriker                                                           | 78    |       |
| 14. Januar | Heinrich Plett                       | deutscher Gewerkschafter, Vorsitzender der Neuen Heimat                                                      | 54    |       |
| 14. Januar | Gustav Regler                        | deutscher Schriftsteller                                                                                     | 64    |       |
| 15. Januar | Reg Arnold                           | britischer Jazz- und Unterhaltungsmusiker (Trompete)                                                         | 43    |       |
| 15. Januar | Erich Blankenhorn                    | deutscher Offizier                                                                                           | 84    |       |
| 15. Januar | Léon Derny                           | französischer Automobil- und Motorradrennfahrer                                                              | 71    |       |
| 15. Januar | Cesare Fantoni                       | italienischer Schauspieler                                                                                   | 57    |       |
| 15. Januar | Horst Kutscher                       | deutsches Todesopfer der Berliner Mauer                                                                      | 31    |       |
| 15. Januar | Morgan Phillips                      | britischer Politiker der Labour Party                                                                        | 60    |       |
| 15. Januar | Max Schindler                        | deutscher Offizier, zuletzt Generalleutnant im Zweiten Weltkrieg                                             | 82    |       |
| 15. Januar | Georg Ulmer                          | deutscher Entomologe, Zoologe, Bryologe und Limnologe                                                        | 85    |       |
| 16. Januar | João Batista Conturon                | französischer Apostolischer Administrator der Prälatur Registro do Araguaia                                  | 82    |       |
| 16. Januar | Corb Denneny                         | kanadischer Eishockeyspieler                                                                                 | 66    |       |
| 16. Januar | Gilardo Gilardi                      | argentinischer Komponist und Musikpädagoge                                                                   | 73    |       |
| 16. Januar | Franz Hell                           | österreichischer Politiker (ÖVP), Präsident des Salzburger Landtages                                         | 63    |       |
| 16. Januar | Pierre Héring                        | französischer General, Militärgouverneur von Paris                                                           | 88    |       |
| 16. Januar | Emma Kunz                            | Schweizer Heilpraktikerin, Radiästhesistin und Künstlerin                                                    | 70    |       |
| 16. Januar | Otto Poertzel                        | deutscher bildender Künstler                                                                                 | 86    |       |
| 16. Januar | Ike Quebec                           | US-amerikanischer Jazzmusiker und Musikproduzent                                                             | 44    |       |
| 16. Januar | Franz Schiele                        | deutscher Unternehmer                                                                                        | 78    |       |
| 16. Januar | Tobias Weber                         | deutscher Unternehmer und Politiker (CDU), MdL                                                               | 70    |       |
| 17. Januar | Paul Distelbarth                     | deutscher Pazifist und Zeitungsverleger                                                                      | 83    |       |
| 17. Januar | Wolfgang Döring                      | deutscher Politiker (FDP), MdL, MdB                                                                          | 43    |       |
| 17. Januar | Emil Hartmann                        | deutscher Politiker (GB/BHE), MdL                                                                            | 66    |       |
| 17. Januar | Rudolf Jaeckel                       | deutscher Physiker                                                                                           | 55    |       |
| 17. Januar | Salvatore La Barbera                 | sizilianischer Mafioso                                                                                       | 40    |       |
| 17. Januar | Henri Masson                         | französischer Fechter                                                                                        | 91    |       |
| 17. Januar | Hans Amandus Münster                 | deutscher Kommunikationswissenschaftler und Autor                                                            | 61    |       |
| 17. Januar | Alexandra Ramm-Pfemfert              | deutsch-russische Übersetzerin, Publizistin und Galeristin                                                   | 79    |       |
| 18. Januar | Gustav Adler                         | deutscher Kaufmann, Verbandsfunktionär und Kommunalpolitiker (Zentrum, CDU)                                  | 71    |       |
| 18. Januar | Josef Baumann                        | deutscher Agrarwissenschaftler                                                                               | 85    |       |
| 18. Januar | Wipert von Blücher                   | deutscher Diplomat                                                                                           | 79    |       |
| 18. Januar | Hugh Gaitskell                       | britischer Politiker                                                                                         | 56    |       |
| 18. Januar | Adolph Reifferscheidt                | deutscher Diplomat                                                                                           | 58    |       |
| 18. Januar | Edward Charles Titchmarsh            | englischer Mathematiker                                                                                      | 63    |       |
| 18. Januar | Franz Wendl                          | österreichischer Politiker (SdP), Abgeordneter zum Nationalrat                                               | 86    |       |
| 19. Januar | Théodore Aubert                      | Schweizer Politiker (LPS)                                                                                    | 84    |       |
| 19. Januar | Wilhelm Baumeister                   | deutscher Offizier, zuletzt Generalarzt im Zweiten Weltkrieg                                                 | 75    |       |
| 19. Januar | Karl Peter Gillmann                  | deutscher Leichtathlet, Stummfilmschauspieler und Drehbuchautor                                              | 62    |       |
| 19. Januar | Thomas Kennedy                       | US-amerikanischer Gewerkschafter und Politiker                                                               | 75    |       |
| 19. Januar | Otto Rosencrantz                     | deutscher Verwaltungsjurist; Regierungspräsident in Gumbinnen                                                | 87    |       |
| 19. Januar | Clement Smoot                        | US-amerikanischer Golfer                                                                                     | 78    |       |
| 19. Januar | Ernst Torgler                        | deutscher Politiker (USPD, KPD, SPD), MdR und Mitangeklagter im Reichstagsbrandprozess                       | 69    |       |
| 20. Januar | Ernst Gaugler                        | Schweizer christkatholischer Geistlicher und Theologe                                                        | 71    |       |
| 20. Januar | Hans Hemes                           | deutscher Schauspieler, Hörspielsprecher und Textdichter                                                     | 72    |       |
| 20. Januar | Christian Müller                     | deutscher Politiker (SPD), Bürgermeister und MdL (Bayern)                                                    | 62    |       |
| 20. Januar | Fjodor Michailowitsch Terentjew      | russischer Skilangläufer                                                                                     | 37    |       |
| 20. Januar | Avra Theodoropoulou                  | griechische Schriftstellerin                                                                                 | 82    |       |
| 21. Januar | Wilhelm Gerstel                      | deutscher Bildhauer und Medailleur                                                                           | 84    |       |
| 21. Januar | Wilhelm Groothe                      | deutscher Schauspieler                                                                                       |       |       |
| 21. Januar | Stanisław Grzesiuk                   | polnischer Schriftsteller und Volkssänger, KZ-Häftling                                                       | 44    |       |
| 21. Januar | Franz Jung                           | deutscher Schriftsteller, Ökonom und Politiker                                                               | 74    |       |
| 21. Januar | Ingar Nielsen                        | norwegischer Segler                                                                                          | 77    |       |
| 21. Januar | John Read                            | britischer Chemiehistoriker                                                                                  | 78    |       |
| 21. Januar | Al St. John                          | US-amerikanischer Schauspieler                                                                               | 70    |       |
| 21. Januar | Karl Steinhardt                      | österreichischer Politiker (KPÖ), Landtagsabgeordneter, Vizebürgermeister und Landeshauptmann-Stellvertreter | 87    |       |
| 21. Januar | Karl Strölin                         | deutscher Politiker (NSDAP) und Oberbürgermeister von Stuttgart                                              | 72    |       |
| 22. Januar | William Godfrey                      | Erzbischof von Westminster, Kardinal                                                                         | 73    |       |
| 22. Januar | Paul Honigsheim                      | deutscher Soziologe und Hochschullehrer                                                                      | 77    |       |
| 22. Januar | Erwin Loewenson                      | deutscher Schriftsteller                                                                                     | 74    |       |
| 22. Januar | Johannes Nohl                        | deutscher Schriftsteller und Anarchist                                                                       | 80    |       |
| 22. Januar | Nadejda Michailowna Romanowa         | Mitglied aus dem Hause Romanow-Holstein-Gottorp                                                              | 66    |       |
| 22. Januar | Martin Schirmer                      | deutscher Geödät, Kulturtechniker und Hochschullehrer                                                        | 75    |       |
| 23. Januar | Muhammad Ali Bogra                   | pakistanischer Premierminister                                                                               | 53    |       |
| 23. Januar | Bernhard Borst                       | deutscher Architekt, Bauunternehmer und Senator ehrenhalber                                                  | 79    |       |
| 23. Januar | Józef Gosławski                      | polnischer Bildhauer und Medailleur                                                                          | 54    |       |
| 23. Januar | Linne D. Klemmedson                  | US-amerikanischer Soldat, Lehrer und Politiker                                                               | 68    |       |
| 23. Januar | Kurt Kühn                            | deutscher Widerstandskämpfer gegen den Nationalsozialismus, Politiker (KPD, SED), MdV und Gewerkschafter     | 64    |       |
| 23. Januar | Lee Lawrie                           | US-amerikanischer Bildhauer deutscher Herkunft                                                               | 85    |       |
| 23. Januar | Wilhelm Lennemann                    | deutscher Schriftsteller                                                                                     | 87    |       |
| 23. Januar | Pjotr Adolfowitsch Ozup              | russischer Fotograf                                                                                          | 79    |       |
| 23. Januar | Teresa del Riego                     | englische Pianistin, Geigerin und Komponistin                                                                | 86    |       |
| 23. Januar | Michel Wibault                       | französischer Luftfahrtpionier                                                                               | 65    |       |
| 24. Januar | John J. Bell                         | US-amerikanischer Politiker                                                                                  | 52    |       |
| 24. Januar | Léon Delsarte                        | französischer Turner                                                                                         | 69    |       |
| 24. Januar | Otto Harbach                         | amerikanischer Librettist und Songtexter                                                                     | 89    |       |
| 24. Januar | Karl Emerich Hirt                    | österreichischer Schriftsteller, Kunstkritiker und Essayist                                                  | 96    |       |
| 24. Januar | Peter Kreitlow                       | deutsches Todesopfer der Berliner Mauer                                                                      | 20    |       |
| 24. Januar | Mathilde Plate                       | deutsche Pädagogin und Politikerin (DNVP, CDU), MdBB                                                         | 84    |       |
| 24. Januar | George McCready Price                | kanadischer Kreationist                                                                                      | 92    |       |
| 24. Januar | Siegfried Theiss                     | österreichischer Architekt                                                                                   | 80    |       |
| 24. Januar | Axel de Vries                        | deutscher Politiker (FDP), Mitglied des Riigikogu, MdB                                                       | 70    |       |
| 24. Januar | Kenneth Western                      | britischer Schauspieler und Comedian                                                                         | 63    |       |
| 25. Januar | József Berkes                        | ungarischer Turner                                                                                           | 72    |       |
| 25. Januar | Christian Ingemann Petersen          | dänischer Bahnradsportler                                                                                    | 89    |       |
| 25. Januar | Siegfried A. Kaehler                 | deutscher Historiker und Hochschullehrer                                                                     | 77    |       |
| 25. Januar | Ernst Lauda                          | österreichischer Mediziner                                                                                   | 70    |       |
| 25. Januar | Robert Leibbrand                     | deutscher Politiker (KPD), MdL                                                                               | 61    |       |
| 25. Januar | Isaac Shoenberg                      | russischer Hochfrequenztechniker                                                                             | 82    |       |
| 26. Januar | Conrad Heinrich Bothe                | deutscher Landwirt und Politiker (DNVP), MdL                                                                 | 77    |       |
| 26. Januar | Maurice Hankey, 1. Baron Hankey      | britischer Politiker, Sekretär des Nationalen Verteidigungsrates                                             | 85    |       |
| 26. Januar | Arthur Kannenberg                    | Hausintendant Adolf Hitlers                                                                                  | 66    |       |
| 26. Januar | Ole Olsen                            | US-amerikanischer Komiker, Schauspieler und Autor                                                            | 70    |       |
| 26. Januar | Hans Rouc                            | österreichischer Architekt und Filmarchitekt                                                                 | 69    |       |
| 27. Januar | Margarete Bruch                      | deutsche Schriftstellerin                                                                                    | 80    |       |
| 27. Januar | Arthur Heitschmidt                   | deutscher Politiker (FDP, DPS), MdL                                                                          | 69    |       |
| 27. Januar | Sepp Helfrich                        | österreichisch-deutscher Politiker, MdR, Landeshauptmann der Steiermark                                      | 62    |       |
| 27. Januar | Sándor Kleckner                      | ungarischer Ruderer                                                                                          | 77    |       |
| 27. Januar | Otto Siebert                         | deutscher evangelischer Theologe und Philosoph                                                               | 93    |       |
| 28. Januar | John Farrow                          | australischer Drehbuchautor und Regisseur                                                                    | 58    |       |
| 28. Januar | Franz Felix                          | österreichischer Opernsänger, Theaterregisseur und -leiter                                                   | 76    |       |
| 28. Januar | Gustave Garrigou                     | französischer Radrennfahrer                                                                                  | 78    |       |
| 28. Januar | Hans Kopfermann                      | deutscher Experimentalphysiker                                                                               | 67    |       |
| 28. Januar | Konrad Cramer                        | deutsch-amerikanischer Maler                                                                                 | 74    |       |
| 28. Januar | Jean-Felix Piccard                   | US-amerikanischer Chemiker Schweizer Herkunft                                                                | 79    |       |
| 28. Januar | Paul Rosbaud                         | österreichischer, während des Zweiten Weltkriegs Agent für den britischen Geheimdienst                       | 66    |       |
| 28. Januar | Herbert F. Traut                     | US-amerikanischer Gynäkologe und Geburtshelfer                                                               | 68    |       |
| 29. Januar | Anthony Coldeway                     | US-amerikanischer Drehbuchautor zahlreicher Film- und Fernsehproduktionen                                    | 75    |       |
| 29. Januar | Robert Frost                         | amerikanischer Dichter                                                                                       | 88    |       |
| 29. Januar | Albert K. Hömberg                    | deutscher Historiker                                                                                         | 57    |       |
| 29. Januar | Philipp Hügly                        | deutscher Politiker (SPD/USPD/KPD), MdL Bayern                                                               | 83    |       |
| 29. Januar | Alexei Kelberer                      | sowjetischer Schauspieler und Synchronsprecher                                                               | 64    |       |
| 29. Januar | Herbert E. Merwin                    | US-amerikanischer Mineraloge                                                                                 | 84    |       |
| 29. Januar | Emmanuel Obetsebi-Lamptey            | ghanaischer Politiker                                                                                        |       |       |
| 30. Januar | William Henry Ogilvie                | schottisch-australischer Dichter                                                                             | 93    |       |
| 30. Januar | Francis Poulenc                      | französischer Pianist und Komponist                                                                          | 64    |       |
| 30. Januar | Hans Reicher                         | deutsch-niederländischer Bildhauer                                                                           | 67    |       |
| 30. Januar | Fritz Schälike                       | deutscher Verleger und Herausgeber                                                                           | 63    |       |
| 30. Januar | Arno Vetterling                      | deutscher Komponist und Kapellmeister                                                                        | 59    |       |
| 30. Januar | Justus Windemuth                     | deutscher Politiker (SPD), MdL                                                                               | 79    |       |
| 31. Januar | Arthur K. Miller                     | US-amerikanischer Paläontologe                                                                               | 60    |       |
| 31. Januar | Bill Parker                          | US-amerikanischer Comicautor und Verlagsredakteur                                                            | 51    |       |
| Januar     | Nat Towles                           | US-amerikanischer Jazzbassist und Bandleader                                                                 | 57    |       |

## Februar
| Tag         | Name                                                   | Beruf, bekannt als                                                                                              | Alter | Beleg |
| ----------- | ------------------------------------------------------ | --- | ----- | ----- |
| 1. Februar  | Sture Bolin                                            | schwedischer Historiker und Hochschullehrer                                                                     | 62    |       |
| 1. Februar  | John D’Alton                                           | irischer Kardinal und Erzbischof von Armagh                                                                     | 80    |       |
| 1. Februar  | Ludwig Glauert                                         | australischer Paläontologe und Zoologe                                                                          | 83    |       |
| 1. Februar  | Herman Helgesen                                        | norwegischer Turner                                                                                             | 73    |       |
| 1. Februar  | Louis D. Lighton                                       | US-amerikanischer Drehbuchautor und Filmproduzent                                                               | 67    |       |
| 1. Februar  | Franz Ölzelt                                           | österreichischer Geistlicher und Politiker (CSP), Landtagsabgeordneter, Abgeordneter zum Nationalrat            | 75    |       |
| 1. Februar  | George Sutherland-Leveson-Gower, 5. Duke of Sutherland | britischer Adliger, Patron der Filmindustrie und Politiker der Conservative Party                               | 74    |       |
| 2. Februar  | Georg Hoffmann                                         | deutscher Schriftsteller, Ornithologe, Naturfotograf                                                            | 62    |       |
| 2. Februar  | Oskar Hünlich                                          | deutscher Politiker (SPD), MdR                                                                                  | 75    |       |
| 2. Februar  | Patrick Kerwin                                         | kanadischer Richter, Vorsitzender des Obersten Gerichtshofes                                                    | 73    |       |
| 3. Februar  | Anna Hegner                                            | Schweizer Geigerin, Komponistin und Musikpädagogin                                                              | 81    |       |
| 3. Februar  | Rudolf Maurer                                          | Schweizer Politiker                                                                                             | 90    |       |
| 3. Februar  | Rolf Meyer                                             | deutscher Drehbuchautor, Regisseur und Filmproduzent                                                            | 52    |       |
| 3. Februar  | Jelisaweta Steinberg                                   | russische bzw. sowjetische Botanikerin und Hochschullehrerin                                                    | 78    |       |
| 3. Februar  | Wilhelm Weber                                          | deutscher katholischer Geistlicher                                                                              | 73    |       |
| 3. Februar  | Amalie Weidner-Steinhaus                               | Duisburger Heimatdichterin                                                                                      | 87    |       |
| 4. Februar  | Theodor Bohner                                         | preußischer Schulrat, Schriftsteller und Landtagsabgeordneter                                                   | 80    |       |
| 4. Februar  | Waldemar Gädecke                                       | badischer Verwaltungsjurist                                                                                     | 88    |       |
| 4. Februar  | Willy Jacobsohn                                        | deutscher Chemiker und Manager                                                                                  | 79    |       |
| 4. Februar  | A. W. Turner                                           | englischer Fußballtrainer                                                                                       |       |       |
| 5. Februar  | Barnum Brown                                           | US-amerikanischer Paläontologe                                                                                  | 89    |       |
| 5. Februar  | Willi Ludewig                                          | deutscher Architekt                                                                                             | 60    |       |
| 5. Februar  | Herbert Samuel, 1. Viscount Samuel                     | britischer Politiker und Diplomat                                                                               | 92    |       |
| 5. Februar  | Karl Stratil                                           | deutscher Künstler, Illustrator, Holzschnitzer                                                                  | 68    |       |
| 6. Februar  | Abd al-Karim                                           | Führer der Rif-Berber                                                                                           |       |       |
| 6. Februar  | Charlotte Charlaque                                    | deutsch-amerikanische Schauspielerin                                                                            | 70    |       |
| 6. Februar  | Hermann Dorner                                         | deutscher Motorflugzeug-Konstrukteur                                                                            | 80    |       |
| 6. Februar  | Emil Grinzinger                                        | österreichischer Politiker (CS, ÖVP)                                                                            | 78    |       |
| 6. Februar  | Marie de Heredia                                       | französische Romanautorin, Dichterin und Dramatikerin                                                           | 87    |       |
| 6. Februar  | Joseph Franz Knöpfler                                  | deutscher Archivar                                                                                              | 85    |       |
| 6. Februar  | Piero Manzoni                                          | italienischer Künstler                                                                                          | 29    |       |
| 6. Februar  | Heinrich Felix Schmid                                  | deutsch-österreichischer Slawist                                                                                | 66    |       |
| 6. Februar  | Specs Wright                                           | amerikanischer Jazzschlagzeuger                                                                                 | 35    |       |
| 7. Februar  | Erich Forstreiter                                      | österreichischer Historiker und Landesarchivar                                                                  | 65    |       |
| 7. Februar  | Learco Guerra                                          | italienischer Radrennfahrer                                                                                     | 60    |       |
| 7. Februar  | Franz Krings                                           | deutscher Politiker (CDU), MdL                                                                                  | 66    |       |
| 7. Februar  | Patrick Mitchell-Thomson, 2. Baron Selsdon             | britischer Autorennfahrer                                                                                       | 49    |       |
| 7. Februar  | Ésioff-Léon Patenaude                                  | kanadischer Politiker, Vizegouverneur von Québec                                                                | 87    |       |
| 7. Februar  | Conrad Ramstedt                                        | deutscher Mediziner                                                                                             | 96    |       |
| 7. Februar  | Gustav Theill                                          | deutscher Unternehmer und Politiker (CDU), MdL                                                                  | 77    |       |
| 8. Februar  | Jakob Altmaier                                         | deutscher Politiker (SPD), MdB                                                                                  | 73    |       |
| 8. Februar  | Fritz Cobet                                            | deutscher Künstler                                                                                              | 77    |       |
| 8. Februar  | Albert Fett                                            | deutscher Generalleutnant sowie SS-Gruppenführer                                                                | 90    |       |
| 8. Februar  | Ernst Glaeser                                          | deutscher Schriftsteller                                                                                        | 60    |       |
| 8. Februar  | Hugo Hartung                                           | deutscher Musiklehrer, Chorleiter und Dirigent                                                                  | 77    |       |
| 8. Februar  | Gustav Jeuthe                                          | deutscher Politiker (SPD)                                                                                       | 86    |       |
| 8. Februar  | Emil Lersch                                            | deutscher Richter am Reichsgericht und am Bundesgerichtshof                                                     | 83    |       |
| 8. Februar  | Beldemer Lippert                                       | deutscher Kleinwarenhändler                                                                                     | 75    |       |
| 8. Februar  | Poldi Sangora                                          | österreichisch-deutsche Theater- und Filmschauspielerin                                                         | 87    |       |
| 8. Februar  | Carl Stucki                                            | Schweizer Diplomat und Germanist                                                                                | 73    |       |
| 8. Februar  | Joseph Treffert                                        | deutscher Gewerkschafter                                                                                        | 79    |       |
| 9. Februar  | Fritz Beyling                                          | deutscher Politiker (KPD, SED), MdV                                                                             | 54    |       |
| 9. Februar  | Marcel Godivier                                        | französischer Radrennfahrer                                                                                     | 76    |       |
| 9. Februar  | Arnold Knoblauch                                       | deutscher Architekt und Manager in der Wohnungswirtschaft                                                       | 84    |       |
| 9. Februar  | Abd al-Karim Qasim                                     | irakischer Militär, Politiker und Premierminister seines Landes                                                 | 48    |       |
| 10. Februar | Hans Breinlinger                                       | deutscher Maler, Fotograf und Graphiker                                                                         | 74    |       |
| 10. Februar | Walter Daust                                           | deutscher Chirurg und Gynäkologe in Hamburg, Kanton und Shanghai                                                | 61    |       |
| 10. Februar | Franz Faltis                                           | österreichischer Chemiker                                                                                       | 77    |       |
| 10. Februar | Heinrich Grimm                                         | deutscher lutherischer Theologe und Kommunalpolitiker                                                           | 66    |       |
| 10. Februar | Adolf Keller                                           | Schweizer evangelisch-reformierter Theologe                                                                     | 91    |       |
| 10. Februar | Louis Paulhan                                          | französischer Pilot                                                                                             |       |       |
| 10. Februar | Karl Seith                                             | Heimatforscher                                                                                                  | 72    |       |
| 10. Februar | John Henry Taylor                                      | englischer Golfspieler                                                                                          | 91    |       |
| 11. Februar | Fran Albreht                                           | slowenischer Dichter                                                                                            | 73    |       |
| 11. Februar | Walter Bertelsmann                                     | deutscher Landschaftsmaler                                                                                      | 86    |       |
| 11. Februar | Hans Bettex                                            | Schweizer und deutscher Architekt, Stadtplaner und Kommunalpolitiker                                            | 63    |       |
| 11. Februar | Edwin Francis Carpenter                                | US-amerikanischer Astronom                                                                                      | 64    |       |
| 11. Februar | Karl Frederick                                         | US-amerikanischer Sportschütze                                                                                  | 82    |       |
| 11. Februar | Aribert Grimmer                                        | deutscher Filmschauspieler                                                                                      | 62    |       |
| 11. Februar | Friedrich Habenicht                                    | deutscher Polizeipräsident und SA-Führer                                                                        | 66    |       |
| 11. Februar | Karl Motz                                              | deutscher Politiker (DVP, FDP), MdL                                                                             | 69    |       |
| 11. Februar | Sylvia Plath                                           | US-amerikanische Schriftstellerin                                                                               | 30    |       |
| 12. Februar | Fritz Willy Fischer                                    | österreichischer Maler, Journalist, Schriftsteller und Antiquitätenhändler                                      | 59    |       |
| 12. Februar | Giuseppe Guarino                                       | italienischer Filmregisseur                                                                                     | 78    |       |
| 13. Februar | Valentin Dillmann                                      | deutscher Politiker (SPD), MdL                                                                                  | 71    |       |
| 13. Februar | Richard Dippold                                        | deutscher Politiker (CDU), MdL                                                                                  | 71    |       |
| 13. Februar | Oskar Helmer                                           | österreichischer Schriftsetzer und Politiker (SPÖ), Landtagsabgeordneter, Abgeordneter zum Nationalrat, Inne... | 75    |       |
| 13. Februar | Robert Rice Reynolds                                   | US-amerikanischer Politiker                                                                                     | 78    |       |
| 13. Februar | Gloria Russell                                         | US-amerikanische Leichtathletin                                                                                 | 51    |       |
| 13. Februar | Oswald Thomas                                          | österreichischer Astronom                                                                                       | 80    |       |
| 14. Februar | Karl Deibicht                                          | deutscher Politiker (SPD), MdHB und Gewerkschafter                                                              | 50    |       |
| 14. Februar | Peter E. Erichson                                      | deutscher Verleger                                                                                              | 82    |       |
| 14. Februar | Karl Hahn                                              | deutscher Pädagoge und Physiker                                                                                 | 81    |       |
| 14. Februar | Ignaz Hess                                             | Schweizer katholischer Theologe und Archivar                                                                    | 91    |       |
| 14. Februar | Max Jüngling                                           | deutscher Politiker (CSU), MdL und Landrat                                                                      | 59    |       |
| 14. Februar | Castor McCord                                          | US-amerikanischer Jazz-Musiker (Tenorsaxophon, Klarinette)                                                      | 55    |       |
| 14. Februar | Gerhart von Westerman                                  | deutscher Komponist, Intendant und Musikschriftsteller                                                          | 68    |       |
| 15. Februar | Edgardo Donato                                         | argentinischer Tango-Musiker und -Komponist                                                                     | 65    |       |
| 15. Februar | Louis J. Gasnier                                       | französischer Stummfilmregisseur                                                                                | 87    |       |
| 15. Februar | Franz Guntermann                                       | deutscher Bildhauer und Hochschullehrer                                                                         | 81    |       |
| 15. Februar | Agostino Lanfranchi                                    | italienischer Skeletonpilot uns Bobfahrer                                                                       | 70    |       |
| 16. Februar | Sadık Altıncan                                         | türkischer Admiral                                                                                              |       |       |
| 16. Februar | Friedrich Dessauer                                     | deutscher Physiker, Unternehmer, Publizist und Politiker (Zentrum), MdR                                         | 81    |       |
| 16. Februar | Eugen Hubrich                                          | deutscher Heimatdichter und NSDAP-Funktionär                                                                    | 77    |       |
| 16. Februar | Else Jarlbak                                           | dänische Schauspielerin und Opernsängerin                                                                       | 51    |       |
| 16. Februar | László Lajtha                                          | ungarischer Komponist                                                                                           | 70    |       |
| 16. Februar | Walther Suchier                                        | deutscher Romanist                                                                                              | 84    |       |
| 17. Februar | Mate Balota                                            | kroatischer Akademiker, Wissenschaftler und Schriftsteller                                                      | 64    |       |
| 17. Februar | Gustave Peyrot                                         | Schweizer Architekt                                                                                             | 76    |       |
| 17. Februar | Gerhard Platz                                          | deutscher Naturschützer und Autor                                                                               | 83    |       |
| 18. Februar | Monte Blue                                             | US-amerikanischer Film- und Theaterschauspieler                                                                 | 76    |       |
| 18. Februar | Viktor Elzer                                           | deutscher Politiker (GB/BHE), MdL                                                                               | 75    |       |
| 18. Februar | Beppe Fenoglio                                         | italienischer Schriftsteller                                                                                    | 40    |       |
| 18. Februar | Ernst Krause                                           | preußischer Verwaltungsbeamter                                                                                  | 87    |       |
| 18. Februar | Joseph Cowles Mehaffey                                 | US-amerikanischer Offizier                                                                                      | 73    |       |
| 18. Februar | August Meyerhuber                                      | deutscher Bildhauer und Steinmetz                                                                               | 83    |       |
| 18. Februar | Anunciado Serafini                                     | römisch-katholische Bischof                                                                                     | 64    |       |
| 18. Februar | Josef Steger                                           | liechtensteinischer Politiker                                                                                   | 83    |       |
| 18. Februar | Fernando Tambroni                                      | italienischer Politiker, Mitglied der Camera dei deputati, Ministerpräsident Italiens                           | 61    |       |
| 18. Februar | Zareh I.                                               | armenischer Geistlicher, Katholikos des Großen Hauses von Kilikien der Armenischen Apostolischen Kirche         | 48    |       |
| 19. Februar | Fritz Becker                                           | deutscher Fußballspieler                                                                                        | 74    |       |
| 19. Februar | Karl Brückner                                          | deutsch-schwedischer Violinist, Musikpädagoge                                                                   | 69    |       |
| 19. Februar | Gustav Peter Bucky                                     | deutsch-US-amerikanischer Radiologe, Physiker, Wissenschaftler und Erfinder                                     | 82    |       |
| 19. Februar | Paul Diels                                             | deutscher Sprachwissenschaftler und Slawist                                                                     | 80    |       |
| 19. Februar | Rudolf Freese                                          | deutscher Politiker (FDP), MdL, Präsident der Handwerkskammer Oldenburg                                         | 84    |       |
| 19. Februar | Karl-Heinz Gutjahr                                     | deutscher Politiker (SPD), MdA                                                                                  | 35    |       |
| 19. Februar | Maria Gutmann                                          | österreichische Schauspielerin, Regisseurin, Dramaturgin und Theaterleiterin                                    | 73    |       |
| 19. Februar | Artur Henne                                            | deutscher Maler                                                                                                 | 76    |       |
| 19. Februar | Benny Moré                                             | kubanischer Sänger                                                                                              | 43    |       |
| 19. Februar | Emil Muhler                                            | deutscher Geistlicher, römisch-katholischer Priester und Widerstandskämpfer gegen den Nationalsozialismus       | 70    |       |
| 19. Februar | Beniamino Nardone                                      | italienischer katholischer Bischof                                                                              | 85    |       |
| 20. Februar | Gustav Bertram                                         | deutscher Politiker (NSDAP), MdR                                                                                | 79    |       |
| 20. Februar | Richard Braungart                                      | deutscher Schriftsteller und Kunstkritiker                                                                      | 91    |       |
| 20. Februar | William B. Brierley                                    | britischer Mykologe                                                                                             | 74    |       |
| 20. Februar | Allan Eriksson                                         | schwedischer Leichtathlet                                                                                       | 68    |       |
| 20. Februar | Jakow Andrejewitsch Eschpai                            | russischer Komponist und Pädagoge                                                                               | 72    |       |
| 20. Februar | Addison Farmer                                         | US-amerikanischer Jazzbassist                                                                                   | 34    |       |
| 20. Februar | Ferenc Fricsay                                         | ungarischer Dirigent                                                                                            | 48    |       |
| 20. Februar | Jacob Gade                                             | dänischer Komponist                                                                                             | 83    |       |
| 20. Februar | Henri Hens                                             | belgischer Radrennfahrer                                                                                        | 73    |       |
| 20. Februar | Paul Jaeger                                            | deutscher evangelischer Theologe                                                                                | 93    |       |
| 20. Februar | Alois Lugger                                           | österreichischer Politiker (ÖVP), Landtagsabgeordneter                                                          | 73    |       |
| 20. Februar | Eustachy Sapieha                                       | polnischer Politiker, Sejmabgeordneter und Außenminister (1920–1921)                                            | 81    |       |
| 20. Februar | Paul Scheffer                                          | deutscher Journalist                                                                                            | 79    |       |
| 20. Februar | Karl Stellwag                                          | deutscher Landwirt und Vorreiter der biologischen Bodenbearbeitung                                              | 89    |       |
| 21. Februar | Christian von Hammerstein                              | deutscher Jurist und Chef der Rechtsabteilung der Luftwaffe (1940–1945)                                         | 75    |       |
| 21. Februar | Philip Dalton Hepworth                                 | britischer Architekt und Landschaftsmaler                                                                       |       |       |
| 21. Februar | Uvo Hölscher                                           | deutscher Ägyptologe, Hochschullehrer und Architekt                                                             | 84    |       |
| 21. Februar | Émile Lamarre                                          | kanadischer Sänger (Bass)                                                                                       | 76    |       |
| 21. Februar | Max Schmitt                                            | deutscher Bauingenieur                                                                                          |       |       |
| 21. Februar | Mario Zotta                                            | italienischer Politiker, Senator und Minister                                                                   | 58    |       |
| 22. Februar | Egon Adler                                             | tschechischer Maler, US-amerikanischer Maler                                                                    |       |       |
| 22. Februar | Rużar Briffa                                           | maltesischer Arzt und Lyriker                                                                                   | 57    |       |
| 22. Februar | William Grosvenor, 3. Duke of Westminster              | britischer Duke                                                                                                 | 68    |       |
| 22. Februar | Auguštin Kostelec                                      | slowenischer Zisterzienserabt                                                                                   | 83    |       |
| 22. Februar | Johann Kranitz                                         | österreichischer Politiker (SPÖ), Landtagsabgeordneter im Burgenland                                            | 74    |       |
| 22. Februar | Fritz Lüdi                                             | Schweizer Hochfrequenztechniker                                                                                 | 59    |       |
| 22. Februar | Carl Sittler                                           | deutscher Kommunalpolitiker                                                                                     | 80    |       |
| 23. Februar | William Wayne Babcock                                  | US-amerikanischer Mediziner und Wissenschaftler                                                                 | 90    |       |
| 23. Februar | Jack Belton                                            | irischer Politiker                                                                                              |       |       |
| 23. Februar | June Clark                                             | US-amerikanischer Jazz-Trompeter                                                                                | 62    |       |
| 23. Februar | Robert Leroy Cochran                                   | US-amerikanischer Politiker                                                                                     | 77    |       |
| 23. Februar | Antonio Delfini                                        | italienischer Erzähler, Lyriker und Essayist                                                                    | 55    |       |
| 23. Februar | Heinz Munsonius                                        | deutscher Musiker, Komponist und Bandleader                                                                     | 52    |       |
| 23. Februar | Bernhard Peyer                                         | Schweizer Paläontologe und Anatom                                                                               | 77    |       |
| 23. Februar | Paul Rodemann                                          | Abgeordneter der Weimarer Nationalversammlung, Mitgründer des Darmstädter Echos                                 | 75    |       |
| 23. Februar | Antonio Signorini                                      | italienischer Mathematiker und Ingenieurwissenschaftler                                                         | 74    |       |
| 23. Februar | Emanuel Voß                                            | deutscher Opernsänger (Tenor), Intendant und Theaterdirektor                                                    | 89    |       |
| 24. Februar | Herbert Asbury                                         | US-amerikanischer Journalist und Autor                                                                          | 73    |       |
| 24. Februar | Erich Molitor                                          | deutscher Rechtswissenschaftler, Rechtshistoriker und Arbeitsrichter                                            | 76    |       |
| 24. Februar | Norbert Riedel                                         | deutscher Ingenieur und Unternehmer                                                                             | 50    |       |
| 24. Februar | Georg Schreiber                                        | deutscher Wissenschafts- und Kulturpolitiker (Zentrum), MdR, Jurist, Kirchenhistoriker und Theologe             | 81    |       |
| 25. Februar | Melville J. Herskovits                                 | US-amerikanischer Anthropologe                                                                                  | 67    |       |
| 25. Februar | Fritz Klimmek                                          | deutscher Lehrer und Studienrat sowie Naturforscher für Bryologie und Brombeerenforschung                       | 57    |       |
| 25. Februar | Paula Zell                                             | deutsche Kinderheimvorsteherin und Mäzenatin in München                                                         | 81    |       |
| 26. Februar | Robert Charton                                         | deutscher Architekt und Baubeamter, Stadtbaurat der Stadt Oldenburg i. O.                                       | 82    |       |
| 26. Februar | Wolfgang Kwiecinski                                    | deutscher Politiker (DP), MdL                                                                                   | 69    |       |
| 26. Februar | Eric Marshall                                          | britischer Arzt und Südpolarforscher                                                                            | 83    |       |
| 26. Februar | Alfred Montagne                                        | französischer Generalleutnant                                                                                   | 81    |       |
| 26. Februar | Rajendra Prasad                                        | indischer Politiker und 1. Staatspräsident                                                                      | 78    |       |
| 26. Februar | Franz von Zülow                                        | österreichischer Maler und Graphiker                                                                            | 79    |       |
| 26. Februar | Charles Zumstein                                       | französischer, deutschsprachiger Theaterdichter, Rutengänger, Poet und Sänger                                   | 96    |       |
| 27. Februar | Makonnen Endelkachew                                   | äthiopischer Politiker                                                                                          | 73    |       |
| 27. Februar | Rudolf Hecker                                          | deutscher Kinderarzt und Hochschullehrer                                                                        | 94    |       |
| 27. Februar | David Keilin                                           | britischer Biologe                                                                                              | 75    |       |
| 27. Februar | Siegfried Pückler-Limpurg                              | deutscher Kunsthistoriker und Gutsbesitzer                                                                      | 92    |       |
| 27. Februar | Arno Schüller                                          | deutscher Geologe                                                                                               | 54    |       |
| 28. Februar | Augustin Förster                                       | deutscher Rechtsmediziner und Hochschullehrer                                                                   | 67    |       |
| 28. Februar | Arndt von Kirchbach                                    | deutscher evangelisch-lutherischer Theologe                                                                     | 78    |       |
| 28. Februar | Hans Klose                                             | deutscher Gymnasiallehrer und Naturschutzfunktionär                                                             | 83    |       |
| 28. Februar | Georg Sobernheim                                       | deutscher Mediziner und Mikrobiologe                                                                            | 97    |       |
| Februar     | Helga Franck                                           | deutsche Schauspielerin                                                                                         |       |       |
| Februar     | Otto Freitag                                           | sächsischer Politiker (DVP, CDU), MdV                                                                           |       |       |
| Februar     | Oscar Olson                                            | US-amerikanischer Gewichtheber und Tauzieher                                                                    | 84    |       |

## März
| Tag      | Name                                | Beruf, bekannt als                                                                                              | Alter | Beleg |
| -------- | ----------------------------------- | --- | ----- | ----- |
| 1. März  | Felice Casorati                     | italienischer Maler                                                                                             | 79    |       |
| 1. März  | Jorge Daponte                       | argentinischer Formel-1-Fahrer                                                                                  | 39    |       |
| 1. März  | Henri Ponsot                        | französischer Diplomat                                                                                          | 85    |       |
| 2. März  | Frederic Charles Fraser             | englischer Entomologe und insbesondere Odonatologe                                                              | 83    |       |
| 2. März  | Alexander Kolde                     | deutscher Maler                                                                                                 | 77    |       |
| 2. März  | Viktor Oberguggenberger             | österreichischer Astronom                                                                                       | 70    |       |
| 2. März  | Gaetano Preti                       | italienischer Turner                                                                                            | 72    |       |
| 2. März  | Guenther Wachsmuth                  | deutscher Anthroposoph                                                                                          | 69    |       |
| 3. März  | Dorothy Hansine Andersen            | US-amerikanische Kinderärztin                                                                                   | 61    |       |
| 3. März  | Adolf Friedrich                     | deutscher Psychologe und Hochschullehrer                                                                        | 71    |       |
| 3. März  | Erich Hertzmann                     | deutsch-amerikanischer Musikwissenschaftler                                                                     | 60    |       |
| 4. März  | Édouard Belin                       | französischer Erfinder                                                                                          | 86    |       |
| 4. März  | Arnold Ebel                         | deutscher Musikpädagoge und Komponist                                                                           | 79    |       |
| 4. März  | Fred Hildenbrandt                   | deutscher Journalist und Schriftsteller                                                                         | 70    |       |
| 4. März  | Bobby Jaspar                        | belgischer Jazzmusiker                                                                                          | 37    |       |
| 4. März  | Anastasio Prieto                    | mexikanischer Fußballspieler und Arzt                                                                           | 64    |       |
| 4. März  | Karl Seiringer                      | österreichischer Landwirt und Politiker (ÖVP), Abgeordneter zum Nationalrat                                     | 65    |       |
| 4. März  | William Carlos Williams             | amerikanischer Mediziner, Dichter und Schriftsteller                                                            | 79    |       |
| 5. März  | Patsy Cline                         | US-amerikanische Country-Sängerin                                                                               | 30    |       |
| 5. März  | Cowboy Copas                        | US-amerikanischer Country-Sänger                                                                                | 49    |       |
| 5. März  | Hawkshaw Hawkins                    | US-amerikanischer Country-Sänger                                                                                | 41    |       |
| 5. März  | Hermann Menhardt                    | österreichischer Philologe und Hochschullehrer                                                                  | 74    |       |
| 6. März  | Nikolai Alexandrowitsch Dygai       | sowjetischer Politiker                                                                                          | 54    |       |
| 6. März  | Michael Kesselring                  | „Rassenpsychologe“, Sachbuchautor und Hochschullehrer                                                           | 73    |       |
| 6. März  | Helmut Lewin                        | deutsch-namibischer Genremaler, Porträt- und Landschaftsmaler sowie Architekt                                   | 63    |       |
| 6. März  | Émile Pagès                         | französischer Schriftsteller                                                                                    | 69    |       |
| 6. März  | Oscar Pfennig                       | deutscher Architekt                                                                                             | 82    |       |
| 7. März  | Jack Anglin                         | US-amerikanischer Country-Sänger                                                                                | 46    |       |
| 7. März  | August Binz                         | Schweizer Botaniker                                                                                             | 92    |       |
| 7. März  | Rolf Grabower                       | deutscher Steuerrechtler                                                                                        | 79    |       |
| 7. März  | Franz Heske                         | deutscher Forstwissenschaftler                                                                                  | 70    |       |
| 7. März  | Ernst Kunkel                        | deutscher Lehrer und Politiker (CDU), MdL                                                                       | 38    |       |
| 7. März  | Arthur Lane                         | englischer Keramikspezialist                                                                                    | 53    |       |
| 7. März  | Edmond Malherbe                     | französischer Komponist                                                                                         | 92    |       |
| 7. März  | Ernst Nobis                         | österreichischer Offizier, zuletzt Oberst der Wehrmacht im Zweiten Weltkrieg                                    | 61    |       |
| 7. März  | Franz Rubant                        | österreichischer Politiker (SPÖ), Mitglied des Bundesrates                                                      | 66    |       |
| 7. März  | Jaime C. de Veyra                   | philippinischer Politiker                                                                                       | 89    |       |
| 7. März  | Karl Wastl                          | deutscher Politiker (KPD) und Gewerkschafter, MdL                                                               | 74    |       |
| 8. März  | Johannes Albers                     | deutscher Politiker (Zentrum, CDU), MdL, MdB                                                                    | 73    |       |
| 8. März  | Per Askim                           | norwegischer Marineoffizier und Marineschriftsteller                                                            | 82    |       |
| 8. März  | Jakob Bisson                        | deutscher römisch-katholischer Priester                                                                         | 74    |       |
| 8. März  | Harry J. Collins                    | US-amerikanischer Generalmajor                                                                                  | 67    |       |
| 8. März  | Abram Moissejewitsch Deborin        | sowjetischer Philosoph                                                                                          | 81    |       |
| 8. März  | Alfred Schwenkenbecher              | deutscher Internist und Hochschullehrer                                                                         | 87    |       |
| 8. März  | Walter Prescott Webb                | US-amerikanischer Historiker                                                                                    | 74    |       |
| 8. März  | Alois Zinke                         | österreichischer Chemiker                                                                                       | 71    |       |
| 9. März  | Werner Beumelburg                   | deutscher Schriftsteller                                                                                        | 64    |       |
| 9. März  | Roland Coty                         | französischer Unternehmer und Automobilrennfahrer                                                               | 61    |       |
| 9. März  | John Crocker                        | General der britischen Armee                                                                                    | 67    |       |
| 9. März  | Ernst Gustav Doerell                | deutsch-österreichischer Agrarwissenschaftler und Hochschulprofessor an der TU Prag                             | 70    |       |
| 9. März  | Olga Fabianowna Gnessina            | russische Pianistin und Hochschullehrerin                                                                       |       |       |
| 9. März  | Martin Henglein                     | deutscher Mineraloge                                                                                            | 80    |       |
| 9. März  | Paolo Paschetto                     | italienischer Maler                                                                                             | 78    |       |
| 10. März | Irving Aaronson                     | US-amerikanischer Jazz-Pianist und Bandleader                                                                   | 68    |       |
| 10. März | André Maschinot                     | französischer Fußballspieler                                                                                    | 59    |       |
| 11. März | Johann Ableitner                    | deutscher Kommunalpolitiker                                                                                     | 75    |       |
| 11. März | Jean Bastien-Thiry                  | französischer Oberst und Attentäter                                                                             | 35    |       |
| 11. März | Joseph Merrick Jones                | US-amerikanischer Rechtsanwalt                                                                                  | 60    |       |
| 11. März | Hein Moeller                        | deutscher Ingenieur                                                                                             | 80    |       |
| 11. März | Emil Palm                           | deutscher Komponist                                                                                             | 73    |       |
| 11. März | Rhoda Rennie                        | südafrikanische Schwimmerin                                                                                     | 57    |       |
| 11. März | Lawrence Frederik Schott            | US-amerikanischer Geistlicher, Weihbischof in Harrisburg                                                        | 55    |       |
| 11. März | Laetitia Withall                    | britische Dichterin, Autorin und Suffragette                                                                    | 81    |       |
| 12. März | Max Cohen                           | deutscher Journalist und Politiker (SPD), MdR                                                                   | 87    |       |
| 12. März | Otto Gerlach                        | deutscher Bankjurist, Genealoge und Studentenhistoriker                                                         | 68    |       |
| 12. März | Martin Christian Luther             | estländischer Unternehmer                                                                                       | 79    |       |
| 13. März | Margaret Davies                     | walisische Sammlerin und Mäzenin                                                                                | 78    |       |
| 13. März | Justus W. Hedemann                  | deutscher Jurist                                                                                                | 84    |       |
| 13. März | Elsie Howey                         | englisch-britische Suffragette                                                                                  | 78    |       |
| 13. März | Paul Le Seur                        | deutscher Theologe                                                                                              | 85    |       |
| 13. März | Harald Lindberg                     | finnischer Botaniker schwedischer Abstammung                                                                    | 91    |       |
| 13. März | George Nevinson                     | britischer Wasserballspieler                                                                                    | 80    |       |
| 13. März | Edvin Paulsen                       | norwegischer Turner                                                                                             | 73    |       |
| 14. März | William W. Blackney                 | US-amerikanischer Politiker                                                                                     | 86    |       |
| 14. März | Clyde Doyle                         | US-amerikanischer Politiker                                                                                     | 75    |       |
| 14. März | Karl-Erik Grahn                     | schwedischer Fußballspieler                                                                                     | 48    |       |
| 15. März | Bill Adams                          | englischer Fußballspieler                                                                                       | 60    |       |
| 15. März | Claus Clauberg                      | deutscher Musiker, Musikpädagoge und Komponist                                                                  | 72    |       |
| 15. März | Harry Hampton                       | englischer Fußballspieler                                                                                       | 77    |       |
| 15. März | Eduard Schmidt                      | deutscher Archäologe                                                                                            | 83    |       |
| 15. März | Friedrich Thuma                     | deutscher Bildhauer und Maler                                                                                   | 89    |       |
| 15. März | Emil Vetter                         | österreichischer Sprachwissenschaftler                                                                          | 84    |       |
| 16. März | William Henry Beveridge             | britischer Ökonom und Politiker der liberalen Partei                                                            | 84    |       |
| 16. März | Dorothea Charol                     | deutsche Bildhauerin                                                                                            | 74    |       |
| 16. März | Egon Komorzynski                    | österreichischer Musikwissenschaftler                                                                           | 84    |       |
| 16. März | Alfred von Oberndorff               | deutscher Diplomat                                                                                              | 92    |       |
| 16. März | Julius Christiaan van Oven          | niederländischer Rechtswissenschaftler und Politiker                                                            | 81    |       |
| 16. März | Elisabeth Petznek                   | Tochter von Kronprinz Rudolf; „Die rote Erzherzogin“                                                            | 79    |       |
| 16. März | Otto Schmid                         | deutscher Fußballspieler                                                                                        | 41    |       |
| 17. März | Heinz Bischoff                      | deutscher Gitarrist, Lautenist, Herausgeber und Pädagoge                                                        | 65    |       |
| 17. März | Friedrich Brabec                    | österreichischer Verleger                                                                                       | 56    |       |
| 17. März | Karl Fischer                        | österreichischer Trotzkist und Widerstandskämpfer                                                               | 44    |       |
| 17. März | Léon Galvaing                       | französischer Radrennfahrer                                                                                     | 60    |       |
| 17. März | Adalberto Libera                    | italienischer Architekt                                                                                         | 59    |       |
| 17. März | Lizzie Miles                        | US-amerikanische Jazzsängerin                                                                                   | 67    |       |
| 17. März | Kurt Versock                        | deutscher Offizier, General der Gebirgstruppe im Zweiten Weltkrieg                                              | 68    |       |
| 17. März | Allan Woodman                       | kanadischer Eishockeyspieler                                                                                    | 64    |       |
| 18. März | Rudolf Wilhelm Gareis               | Landwirt | 85    |       |
| 18. März | Hubert Gough                        | britischer General                                                                                              | 92    |       |
| 18. März | Ernst Holla                         | deutscher Politiker (CDU), MdB                                                                                  | 74    |       |
| 18. März | Stefan Imhof                        | deutscher Kommunalpolitiker und Arzt                                                                            | 92    |       |
| 18. März | Herman Zetterberg                   | schwedischer Politiker (SAP) und Jurist                                                                         | 58    |       |
| 19. März | Boris Brasol                        | russischer Jurist und Literaturkritiker                                                                         | 77    |       |
| 19. März | Peirce H. Brereton                  | US-amerikanischer Politiker                                                                                     | 69    |       |
| 19. März | Luis Antonio Duhau                  | argentinischer Agrarwissenschaftler und Politiker                                                               |       |       |
| 19. März | Adalbero Fleischer                  | deutscher Missionar, Bischof                                                                                    | 89    |       |
| 19. März | Otto Föppl                          | deutscher Ingenieurwissenschaftler und Hochschullehrer für Mechanik                                             | 77    |       |
| 19. März | Lionel Hill                         | australischer Politiker (Labor Party), zweifacher Premierminister von South Australia                           | 81    |       |
| 19. März | Hubert Lesaar                       | Bürgermeister der Rechtsvorgänger der Stadt Kamp-Lintfort (1920–1945)                                           | 75    |       |
| 19. März | Paul Mahlmann                       | deutscher Offizier, Militärschriftsteller und Journalist                                                        | 70    |       |
| 19. März | Louis Rainer                        | österreichisch-italienisch-deutscher Schauspieler                                                               | 77    |       |
| 19. März | Jakob Röschmann                     | deutscher Prähistoriker                                                                                         | 64    |       |
| 20. März | Manuel Arteaga                      | kubanischer Geistlicher, Erzbischof von Havanna und Kardinal                                                    | 83    |       |
| 20. März | Josef Donsberger                    | deutscher Steinmetz, Beamter und Politiker (CSU), MdL und Senator (Bayern)                                      | 65    |       |
| 20. März | Alfred Reade Godwin-Austen          | britischer General im Zweiten Weltkrieg                                                                         | 73    |       |
| 20. März | Erwin Kern                          | deutscher Sprinter                                                                                              | 74    |       |
| 20. März | Hans Meyer                          | deutscher Bundesrichter                                                                                         | 65    |       |
| 20. März | Karl Otten                          | deutscher Pazifist und Schriftsteller                                                                           | 73    |       |
| 21. März | Newton Arvin                        | US-amerikanischer Literaturhistoriker                                                                           | 62    |       |
| 21. März | August Feyel                        | deutscher Maler                                                                                                 | 81    |       |
| 21. März | Josef Gauchel                       | deutscher Fußballspieler                                                                                        | 46    |       |
| 21. März | Felice Minotti                      | italienischer Schauspieler                                                                                      | 75    |       |
| 21. März | Heinrich-Wilhelm Ruhnke             | deutscher Politiker (SPD), MdB                                                                                  | 71    |       |
| 21. März | Boris Konstantinowitsch Schischkin  | russisch-sowjetischer Botaniker                                                                                 | 76    |       |
| 21. März | Siegfried Weyr                      | österreichischer Maler, Grafiker und Journalist                                                                 | 72    |       |
| 22. März | Cilly Aussem                        | deutsche Tennisspielerin                                                                                        | 54    |       |
| 22. März | Abraham Ellstein                    | US-amerikanischer Komponist von jiddischer Unterhaltungsmusik                                                   | 55    |       |
| 22. März | Walter Henn                         | deutscher Regisseur und Drehbuchautor                                                                           | 31    |       |
| 22. März | Archibald Joyce                     | britischer Komponist und Orchesterleiter                                                                        | 89    |       |
| 22. März | Charles Grant Loomis                | US-amerikanischer Germanist und Folklorist                                                                      | 62    |       |
| 22. März | Johannes Muntau                     | deutscher Justizbeamter (Gefängnisdirektor) und Politiker (CSVD), MdR                                           | 86    |       |
| 22. März | Patrick Rogers                      | irischer Politiker                                                                                              | 63    |       |
| 22. März | Doris Stevens                       | US-amerikanische Schriftstellerin und Frauenrechtlerin                                                          | 74    |       |
| 22. März | Mihály Székely                      | ungarischer Opernsänger (Bass)                                                                                  | 61    |       |
| 23. März | Alexander Bachtin                   | sowjetisch-russischer Generalleutnant                                                                           | 77    |       |
| 23. März | Anton Frisch                        | österreichischer Hochschullehrer und Politiker (ÖVP), Vorsitzender des Bundesrates, Abgeordneter zum Nationa... | 73    |       |
| 23. März | Clara Siebert                       | deutsche Politikerin (Zentrum), MdR                                                                             | 89    |       |
| 23. März | Albert Thoralf Skolem               | norwegischer Mathematiker, Logiker und Philosoph                                                                | 75    |       |
| 24. März | Franz Böheim                        | österreichischer Schauspieler                                                                                   | 53    |       |
| 24. März | Oskar Fischer                       | Bürgermeister, NSDAP-Kreisleiter und Abgeordneter                                                               | 68    |       |
| 24. März | Georg Melches                       | deutscher Fußballfunktionär und Bergwerksdirektor                                                               | 69    |       |
| 24. März | Max Scheffenegger                   | österreichischer Rechtsanwalt und Richter                                                                       | 79    |       |
| 25. März | Albert S. Bard                      | US-amerikanischer Rechtsanwalt und Bürgerrechtler                                                               | 96    |       |
| 25. März | Lyman Briggs                        | US-amerikanischer Ingenieur, Physiker und Administrator                                                         | 88    |       |
| 25. März | Pierre Cousin                       | französischer Marathonläufer                                                                                    | 49    |       |
| 25. März | August Glesius                      | deutscher Politiker (FDP), MdL                                                                                  | 59    |       |
| 25. März | Peter Július Kern                   | slowakischer Maler und Restaurator                                                                              | 82    |       |
| 25. März | Zygmunt Klemensiewicz               | polnischer Physiker, Physikochemiker und Bergsteiger                                                            | 76    |       |
| 25. März | Davey Moore                         | US-amerikanischer Weltmeister im Boxen                                                                          | 29    |       |
| 25. März | Elmer S. Riggs                      | US-amerikanischer Paläontologe                                                                                  | 94    |       |
| 25. März | Alfons Zeileis                      | deutscher Maler und Kunstpädagoge                                                                               | 75    |       |
| 26. März | Arno Arnold                         | deutscher Arzt, Internist und Sportmediziner                                                                    | 66    |       |
| 26. März | James T. Begg                       | US-amerikanischer Politiker                                                                                     | 86    |       |
| 26. März | Jean Bruce                          | französischer Schriftsteller                                                                                    | 42    |       |
| 26. März | Herbert Gidney                      | US-amerikanischer Hochspringer                                                                                  | 81    |       |
| 26. März | Heinrich Klasmeyer                  | deutscher Gewerkschafter und Politiker                                                                          | 75    |       |
| 26. März | Georg Kühling                       | deutscher Landwirt und Politiker (Zentrum, CDU), MdL, MdB                                                       | 76    |       |
| 26. März | Nikolai Nikolajewitsch Nikitin      | russisch-sowjetischer Schriftsteller                                                                            | 67    |       |
| 26. März | William Wales Scagel                | US-amerikanischer Messermacher                                                                                  | 90    |       |
| 26. März | Wilhelm Schmidt                     | österreichisch-deutscher Schauspieler bei Bühne und Film                                                        | 71    |       |
| 26. März | Raimund Zoder                       | österreichischer Volkskundeforscher und Volksbildner                                                            | 80    |       |
| 27. März | Cecil Hurst                         | britischer Jurist und Präsident des Ständigen Internationalen Gerichtshofs in Den Haag (1934–1936)              | 92    |       |
| 27. März | Harry Piel                          | deutscher Regisseur und Schauspieler                                                                            | 70    |       |
| 28. März | John Bonar                          | US-amerikanischer Szenenbildner                                                                                 | 76    |       |
| 28. März | Antonius Bouwens                    | niederländischer Sportschütze                                                                                   | 86    |       |
| 28. März | Lidija Ossipowna Dan                | russische Menschewikin                                                                                          | 84    |       |
| 28. März | Hugo Pütter                         | deutscher Politiker (CDU), MdL                                                                                  | 79    |       |
| 28. März | Rudolf Johannes Streller            | deutscher Nationalökonom                                                                                        | 67    |       |
| 28. März | Tollef Tollefsen                    | norwegischer Ruderer                                                                                            | 77    |       |
| 28. März | Adolf Woderich                      | deutscher Schriftsteller, Bühnenautor und Mundartdichter                                                        | 56    |       |
| 29. März | Wilhelm Harun-el-Raschid-Hintersatz | deutscher Offizier und SS-Standartenführer                                                                      | 76    |       |
| 29. März | Gaspard Fauteux                     | kanadischer Politiker, Vizegouverneur von Québec                                                                | 64    |       |
| 29. März | Ernst Hermann Glöckner              | deutscher Politiker (DDP)                                                                                       | 82    |       |
| 29. März | Wilhelm Peters                      | Psychologe und Hochschullehrer                                                                                  | 82    |       |
| 29. März | August Rei                          | estnischer Jurist und Politiker                                                                                 | 77    |       |
| 29. März | Texas Ruby                          | US-amerikanische Country-Musikerin                                                                              | 54    |       |
| 30. März | George Adams                        | britischer Mathematiker und Anthroposoph                                                                        | 69    |       |
| 30. März | Alexander Wassiljewitsch Gauk       | ukrainischer Dirigent und Komponist                                                                             | 69    |       |
| 30. März | Guido Mancini                       | italienischer Autorennfahrer und Unternehmer                                                                    | 38    |       |
| 30. März | Alfred Manes                        | deutsch-amerikanischer Versicherungswissenschaftler                                                             | 85    |       |
| 30. März | Giuseppe Pometta                    | Schweizer Lehrer und Historiker                                                                                 | 91    |       |
| 30. März | Alfred Ritscher                     | deutscher Kapitän und Polarforscher                                                                             | 83    |       |
| 30. März | Otto Stapf                          | deutscher Offizier und General der Infanterie im Zweiten Weltkrieg                                              | 72    |       |
| 31. März | Friedrich Brands                    | deutscher Politiker (DNVP)                                                                                      | 71    |       |
| 31. März | João Neves da Fontoura              | brasilianischer Politiker und Diplomat                                                                          | 75    |       |
| 31. März | Harold Franklyn                     | britischer General                                                                                              | 77    |       |
| 31. März | Wilhelm Heinitz                     | deutscher Musikwissenschaftler                                                                                  | 79    |       |
| 31. März | Aleksandra Piłsudska                | polnische Ehefrau von Marschall Józef Piłsudski                                                                 | 80    |       |
| März     | Dan Grissom                         | US-amerikanischer Jazz-Sänger und Saxophonist                                                                   |       |       |